# Oberea nigroapiciventris
Oberea nigroapiciventris là một loài bọ cánh cứng trong họ Cerambycidae.